# Noah Rubin
Noah Rubin (New York, 21 febbraio 1996) è un tennista statunitense.
Ha vinto il singolare juniores al torneo di Wimbledon 2014 ed è stato campione nazionale statunitense juniores in singolare e in doppio. Tra i professionisti ha vinto 4 tornei Challenger in singolare e uno in doppio. I suoi migliori ranking ATP sono stati il 125º in singolare nel 2018 e il 245º in doppio nel 2019. Nel 2022 ha annunciato il ritiro dal tennis e l'intenzione di dedicarsi al pickleball, ma è tornato alle competizioni da gennaio 2024.

## Carriera

### Juniores ITF e nei College statunitensi
Si mette in luce giovanissimo e a 11 anni aveva vinto tornei internazionali di categoria. Viene ammesso all'Accademia del tennis di John McEnroe a New York. Fa il suo esordio nell'ITF Junior Circuit nel settembre 2011 e a gennaio 2012 vince il primo titolo in un torneo di Grade 1 costaricano. In giugno debutta in una prova juniores del Grande Slam al Roland Garros e si spinge fino ai quarti di finale. In settembre gioca la Coppa Davis Junior e con diverse vittorie spinge gli Stati Uniti ad aggiudicarsi il terzo posto. Il mese dopo vince il suo secondo titolo ITF juniores in un Grade 1 statunitense. Il 1º gennaio 2013 raggiunge la 6ª posizione del ranking mondiale di categoria. Torna a mettersi in luce in maggio arrivando alla semifinale in doppio al Trofeo Bonfiglio. Nel periodo successivo gioca esclusivamente le prove juniores del Grande Slam senza ottenere inizialmente grandi risultati, Disputa il suo ultimo torneo juniores nel luglio 2014 a Wimbledon e ottiene il successo più importante di quegli anni vincendo la finale contro Stefan Kozlov.
Dopo aver vinto sia in singolare che in doppio i Campionati juniores nazionali USTA (la Federazione tennistica statunitense), inizia a giocare nei campionati di college statunitensi con la squadra della Wake Forest University. Gioca solo l'annata 2014-2015 e ottiene un'alta percentuale di vittorie in singolare e in doppio che gli valgono a fine stagione la 5ª posizione nel ranking statunitense di categoria. Gli vengono assegnati vari premi tra i quali quelli di esordiente e giocatore dell'anno della Atlantic Coast Conference, primo tennista a guadagnare entrambi i premi nella stessa stagione, e viene inoltre inserito tra gli All-American. Viene chiamato a rappresentare gli Stati Uniti al torneo Master'U BNP Paribas in Francia, e con i suoi successi spinge la squadra a vincere il titolo. Alla fine della stagione 2014-2015 passa a giocare in pianta stabile tra i professionisti.

### 2012-2015, inizi tra i professionisti e primo titolo Challenger
Nel febbraio 2012, a soli 14 anni, disputa il suo primo torneo tra i professionisti al Futures ITF USA F5 e viene sconfitto al primo turno. Alla sua quarta apparizione, in novembre raggiunge la semifinale all'USA F30. Gioca la prima finale Futures nel luglio 2013 all'USA F20, e perde in due set da Michael Shabaz. In agosto, grazie a una wild card, partecipa per la prima volta alle qualificazioni degli US Open e viene eliminato al primo incontro. Dopo aver perso altre due finali ITF nel 2014, in agosto fa il suo esordio in un tabellone principale ATP con una wild card a Winston-Salem e viene superato al tiebreak del set decisivo al primo turno da Bradley Klahn. Esce al primo turno anche dagli US Open, con la secca sconfitta subita contro Federico Delbonis. Nel giugno 2015 perde un'altra finale Futures e l'8 novembre alza il primo trofeo tra i professionisti battendo per 3-6, 7-6, 6-3 Tommy Paul in finale al Challenger di Charlottesville.

### 2016, primi incontri vinti nel circuito maggiore, top 200
Ottiene la prima vittoria nel circuito maggiore agli Australian Open 2016, eliminando a sorpresa dopo tre tiebreak il nº 18 del mondo Benoît Paire, nel suo primo successo su un top 100, e al secondo turno viene sconfitto da Pierre-Hugues Herbert. La settimana successiva fa il suo ingresso nella top 300 del ranking dopo aver raggiunto la semifinale al Challenger di Maui. A febbraio salva tre match point contro Samuel Groth al primo turno del torneo di Delray Beach, si aggiudica l'incontro e viene sconfitto al secondo turno da Jérémy Chardy. Il mese dopo supera per la prima volta le qualificazioni di un Masters 1000 a Indian Wells e al primo turno perde in due tiebreak da Rajeev Ram, a fine torneo entra nella top 200. Con alcuni buoni risultati nei Challenger, a giugno diventa numero 166 del ranking, suo nuovo best ranking. Sfiora la qualificazione agli US Open, sconfitto al terzo set dell'incontro decisivo da Karen Chačanov. In ottobre perde la finale al Challenger di Stockton.

### 2017, un titolo Challenger
Si qualifica per gli Australian Open e per il secondo anno consecutivo raggiunge il secondo turno, dove viene sconfitto da Roger Federer. A febbraio vince il suo secondo titolo Challenger a Launceston battendo in finale Mitchell Krueger col punteggio di 6-0, 6-1; con questo risultato migliora il suo best ranking portandosi alla 163ª posizione. Si ritira al primo turno del torneo di Houston, contro Kicker per un infortunio al polso destro che lo tiene quasi quattro mesi lontano dal circuito. L'unico risultato di rilievo a fine stagione è la semifinale raggiunta al Cary Challenger.

### 2018, tre titoli Challenger, primo successo su un top 10, 125º nel ranking
Nella prima parte della stagione vince due titoli Challenger, in gennaio a Nouméa e in aprile a Tallahassee, battendo in finale rispettivamente Taylor Fritz e Marc Polmans. Si qualifica per il torneo di Ginevra e batte al primo turno Marcos Baghdatis, per poi essere sconfitto da Fognini. Accede per la prima volta al tabellone principale del Roland Garros e perde al primo turno. Si qualifica anche ad Atlanta e dopo aver sconfitto al primo turno Kokkinakis viene sconfitto al secondo da Kyrgios. Al torneo di Washington, dopo aver sconfitto al primo turno Youzhny, conquista la sua prima vittoria contro un top ten ai danni di John Isner, numero 9 ATP, e al terzo turno viene eliminato da Rublev. Con questo risultato porta il suo best ranking al 135º posto. Con altri buoni risultati ottenuti nei Challenger dopo gli US Open – dove non supera il primo turno – in ottobre migliora ulteriormente il best ranking e sale alla 125ª posizione. Quello stesso mese vince nel Challenger di Stockton il suo primo titolo in un torneo di doppio.

### 2019-2022, crisi di risultati e lunga pausa
Inizia la stagione perdendo la finale del Challenger di Nouméa contro Mikael Ymer. Viene sconfitto al secondo turno di qualificazione agli Australian Open da Majchrzak, a Indian Wells da Evans e a Miami da Mikael Ymer. Viene eliminato al primo turno al suo debutto nel tabellone principale di Wimbledon e agli US Open, sconfitto rispettivamente da Jay Clarke e Guillermo García López. Non vince in stagione alcun incontro nel circuito maggiore, anche nei Challenger non ottiene risultati come quelli del 2018 e perde progressivamente posizioni in classifica, in ottobre esce dalla top 200.
La crisi continua anche negli anni successivi, l'unico risultato di rilievo del 2020 è la qualificazione al tabellone principale di Delrai Beach e la vittoria al primo turno, la prima in un torneo ATP dall'agosto 2018. Gioca due soli incontri nei primi sei mesi del 2021 e quando rientra in luglio si trova fuori dai top 300 del ranking. Continua a raccogliere sconfitte per tutta la stagione e nei primi mesi del 2022; disputa l'ultimo incontro ad agosto e a ottobre annuncia di prendersi una pausa per dedicarsi al pickleball.

### 2023: Il ritorno
Il 31 dicembre 2023 torna a calcare i campi di tennis nel torneo portoghese di Oeiras, vincendo per 2 a 0 il primo turno di qualificazione contro il tedesco Gerch numero 408 al mondo.

### 2024
Vince anche il turno seguente sempre per 2 a 0 contro l'ucraino Ursu, 438º al mondo, entrando nel tabellone principale dove si arrende però al giocatore di casa Domingues col risultato di 2 a 1.
Il 15 di Gennaio vince il primo turno di qualificazione al Challenger di Indian Wells contro il connazionale Kang, 631°, battendolo nettamente in due set col risultato di 6-3 6-2. Affronta nell'ultimo turno di qualificazione sempre un tennista americano, James Tracy (691°).

## Statistiche

### Tornei minori

#### Singolare

##### Vittorie (4)
| Legenda tornei minori |
| Challenger (4)        |
| Futures (0)           |

| N. | Data             | Torneo                                                | Superficie  | Avversario in finale | Punteggio        |
| 1. | 8 novembre 2015  | Charlottesville Men's Pro Challenger, Charlottesville | Cemento (i) | Tommy Paul           | 3–6, 7–6(7), 6–3 |
| 2. | 12 febbraio 2017 | Launceston Tennis International, Lauceston            | Cemento     | Mitchell Krueger     | 6–0, 6–1         |
| 3. | 6 gennaio 2018   | Internationaux de Nouvelle-Calédonie, Nouméa          | Cemento     | Taylor Fritz         | 7–5, 6–4         |
| 4. | 28 aprile 2018   | Tallahassee Tennis Challenger, Tallahassee            | Terra verde | Marc Polmans         | 6–2, 3–6, 6–4    |

##### Sconfitte in finale (8)
| Legenda tornei minori |
| Challenger (2)        |
| Futures (6)           |

| N. | Data           | Torneo                                       | Superficie | Avversario in finale | Punteggio |
| 1. | 9 ottobre 2016 | Stockton Challenger, Stockton                | Cemento    | Frances Tiafoe       | 4–6, 2–6  |
| 2. | 6 gennaio 2019 | Internationaux de Nouvelle-Calédonie, Nouméa | Cemento    | Mikael Ymer          | 3–6, 3–6  |

#### Doppio

##### Vittorie (2)
| Legenda tornei minori |
| Challenger (1)        |
| Futures (1)           |

| N. | Data           | Torneo                        | Superficie | Compagno    | Avversari in finale                    | Punteggio |
| 1. | 6 ottobre 2018 | Stockton Challenger, Stockton | Cemento    | Darian King | Sanchai Ratiwatana Christopher Rungkat | 6–3, 6–4  |

##### Sconfitte in finale (1)
| Legenda tornei minori |
| Challenger (1)        |
| Futures (0)           |

| N. | Data           | Torneo                                     | Superficie  | Compagno             | Avversari in finale             | Punteggio        |
| 1. | 27 aprile 2019 | Tallahassee Tennis Challenger, Tallahassee | Terra verde | Thai-Son Kwiatkowski | Roberto Maytín Fernando Romboli | 2–6, 6–4, [7–10] |

## Risultati in progressione
| Sigla | Risultato               |
| ----- | ----------------------- |
| V     | Vincitore               |
| F     | Finalista               |
| SF    | Semifinalista           |
| O     | Oro olimpico            |
| A     | Argento olimpico        |
| SF    | Bronzo olimpico         |
| QF    | Quarti di Finale        |
| 4T    | Quarto turno            |
| 3T    | Terzo turno             |
| 2T    | Secondo turno           |
| 1T    | Primo turno             |
| RR    | Round Robin             |
| LQ    | Turno di qualificazione |
| A     | Assente                 |
| ND    | Non disputato           |

| Legenda superfici    |
| -------------------- |
| Cemento              |
| Terra battuta        |
| Erba                 |
| Superficie variabile |

### Singolare
| Torneo                     | 2013          | 2014          | 2015          | 2016 | 2017          | 2018          | 2019          | 2020          | 2021 | V-S |
| Tornei Grande Slam         |               |               |               |      |               |               |               |               |      |     |
| Australian Open, Melbourne | A             | A             | A             | 2T   | 2T            | Q1            | Q2            | Q1            | A    | 2-2 |
| Open di Francia, Parigi    | A             | A             | A             | Q1   | A             | 1T            | Q1            | Q1            | A    | 0-1 |
| Wimbledon, Londra          | A             | A             | A             | A    | A             | Q1            | 1T            | ND            | A    | 0-1 |
| US Open, New York          | Q1            | 1T            | Q2            | Q3   | Q1            | 1T            | Q2            | A             | A    | 0-2 |
| Vittorie-Sconfitte         | 0-0           | 0-1           | 0-0           | 1-1  | 1-1           | 0-2           | 0-1           | 0-0           | 0-0  | 2-6 |
| Giochi Olimpici            |               |               |               |      |               |               |               |               |      |     |
| Giochi Olimpici            | Non Disputati | Non Disputati | Non Disputati | A    | Non Disputati | Non Disputati | Non Disputati | Non Disputati | A    | 0-0 |
| Vittorie-Sconfitte         | Non Disputati | Non Disputati | Non Disputati | 0-0  | Non Disputati | Non Disputati | Non Disputati | Non Disputati | 0-0  | 0-0 |

### Doppio
| Torneo                     | 2013          | 2014          | 2015          | 2016 | 2017          | 2018          | 2019          | 2020          | 2021 | V-S |
| Tornei Grande Slam         |               |               |               |      |               |               |               |               |      |     |
| Australian Open, Melbourne | A             | A             | A             | A    | A             | A             | A             | A             | A    | 0-0 |
| Open di Francia, Parigi    | A             | A             | A             | A    | A             | A             | A             | A             | A    | 0-0 |
| Wimbledon, Londra          | A             | A             | A             | A    | A             | A             | A             | ND            | A    | 0-0 |
| US Open, New York          | A             | 1T            | A             | 1T   | A             | A             | 1T            | 1T            | A    | 0-4 |
| Vittorie-Sconfitte         | 0-0           | 0-1           | 0-0           | 0-1  | 0-0           | 0-0           | 0-1           | 0-1           | 0-0  | 0-4 |
| Giochi Olimpici            |               |               |               |      |               |               |               |               |      |     |
| Giochi Olimpici            | Non Disputati | Non Disputati | Non Disputati | A    | Non Disputati | Non Disputati | Non Disputati | Non Disputati | A    | 0-0 |
| Vittorie-Sconfitte         | Non Disputati | Non Disputati | Non Disputati | 0-0  | Non Disputati | Non Disputati | Non Disputati | Non Disputati | 0-0  | 0-0 |

### Doppio misto
| Torneo                     | 2013          | 2014          | 2015          | 2016 | 2017          | 2018          | 2019          | 2020          | 2021 | V-S |
| Tornei Grande Slam         |               |               |               |      |               |               |               |               |      |     |
| Australian Open, Melbourne | A             | A             | A             | A    | A             | A             | A             | A             | A    | 0-0 |
| Open di Francia, Parigi    | A             | A             | A             | A    | A             | A             | A             | ND            | A    | 0-0 |
| Wimbledon, Londra          | A             | A             | A             | A    | A             | A             | A             | ND            | A    | 0-0 |
| US Open, New York          | A             | A             | A             | 1T   | A             | 1T            | A             | ND            | A    | 0-2 |
| Vittorie-Sconfitte         | 0-0           | 0-0           | 0-0           | 0-1  | 0-0           | 0-1           | 0-0           | 0-0           | 0-0  | 0-2 |
| Giochi Olimpici            |               |               |               |      |               |               |               |               |      |     |
| Giochi Olimpici            | Non disputati | Non disputati | Non disputati | A    | Non disputati | Non disputati | Non disputati | Non disputati | A    | 0-0 |
| Vittorie-Sconfitte         | Non disputati | Non disputati | Non disputati | 0-0  | Non disputati | Non disputati | Non disputati | Non disputati | 0-0  | 0-0 |